# Интернационализация валюты
Интернационализация валюты — процесс выхода валюты за национальные границы путем принятия на себя денежных функций (средство платежа, накопления и универсальной меры стоимости) в международных экономических отношениях. Национальная валюта начинает использоваться не только для международных оплат (средство платежа), но в ней начинают номинироваться контракты, тарифа (выступает мерой стоимости). При этом полностью сохраняются денежные функции внутри страны.

## Этапы интернационализации валюты
Выделяется три этапа интернационализации валюты:
- Региональная валюта — национальная валюта, выполняющая отдельные функции денег внутри какого-либо региона или области, признанная в этой роли государственными и частными секторами. Региональная валюта в пределах региона выполняет все функции, кроме универсальной меры стоимости, в связи с тем, что для участников рынка по традициям делового оборота наиболее удобной может оставаться валюта третьих стран. Примерами региональных валют являются российский рубль в СНГ, франк Африканского финансового сообщества в Западно-Африканском экономическом валютном союзе и др.
- Международная валюта — национальная валюта, выполняющая все функции денег за пределами государства-эмитента, кроме универсальной меры стоимости. В то же время в пределах региона международная валюта может являться универсальной мерой стоимости. Примерами международных валют являются фунт стерлингов, японская иена, в меньшей степени — канадский доллар, сингапурский доллар, шведская крона, швейцарский франк.
- Глобальная (мировая) валюта — национальная валюта, выполняющая функции меры стоимости, расчета и обращения и средства сбережения во всем мире. Безусловной глобальной валютой выступает доллар США, в меньшей степени — евро.

## Факторы интернационализации валюты
Чтобы валюта вышла за пределы национальных границ, она должна отвечать ряду объективных требований. Базовыми являются свободное движение международного капитала и отсутствие валютных ограничений. Среди экономических факторов ключевым является размер национальной экономики и стабильность национальной валюты (как её покупательной способности, так и валютного курса), определяющая доверие к ней со стороны рыночных участников. Для повышения статуса валюты, властям необходимо развивать рынок капитала и денежный рынок, где смогут размещать свои сбережения и резервы нерезиденты. Местные финансовые рынки должны быть открытыми и либеральными. Важны сетевые эффекты — валюты обретают дополнительную ценность благодаря тому, что их используют другие участники рынка.